# NGC 5267
NGC 5267 é uma galáxia espiral barrada (SBb) localizada na direcção da constelação de Canes Venatici. Possui uma declinação de +38° 47' 40" e uma ascensão recta de 13 horas, 40 minutos e 40,0 segundos.
A galáxia NGC 5267 foi descoberta em 28 de Abril de 1827 por John Herschel.